# Gough-Joule-Effekt
Als Gough-Joule-Effekt [ɡɒf dʒuːl] wird im ursprünglichen Sinn das Phänomen bezeichnet, dass unter mechanischer Spannung stehende Elastomere (wie z. B. Gummi) sich bei Erwärmung zusammenziehen, statt sich wie andere Körper auszudehnen. Der Effekt ist nach John Gough, der ihn 1802 erstmals beobachtete, und James Prescott Joule, der ihn in den 1850er Jahren systematisch untersuchte, benannt. Wenn das Elastomer nicht unter Spannung steht, tritt der Effekt nicht auf. Heute wird damit auch allgemein das Erwärmen oder Abkühlen eines Festkörpers als Reaktion auf mechanische Deformation bezeichnet. Dies ist unter den üblicherweise gestellten Voraussetzungen ein Resultat der thermomechanischen Beschreibung von Festkörpern.

## Ursache
Oberhalb der Glasübergangstemperatur sind die elastischen Rückstellkräfte zwischen den molekularen Vernetzungspunkten bei Elastomeren sehr klein. Die Härte ergibt sich aus den entropischen Rückstellkräften, die mit steigender Temperatur größer werden. Daher werden Elastomere oberhalb der Glasübergangstemperatur mit steigender Temperatur härter. Das gedehnte Elastomer dehnt sich daher mit höherer Temperatur weniger stark.

Abhängigkeit des E-Moduls ungefüllter Elastomeren von der Temperatur

## Demonstrationsexperiment

### Aufbau und Beobachtung
Der Effekt kann in einem einfachen Experiment demonstriert werden. Es handelt sich dabei um ein Rad mit Gummispeichen, welches auch Feynman-Rad (nach Richard Feynman) genannt wird. Das Rad wird an seiner Achse aufgehängt und die Speichen werden lokal erwärmt, etwa indem sie mit einer Kohlenbogenlampe beleuchtet werden. Daraufhin beginnt sich das Rad zu drehen und erweckt den Eindruck eines Perpetuum mobile zweiter Art, da man keinen ersichtlichen Grund für diese Bewegung sieht.

### Erklärung
Die lokal erhitzten Gummibänder ziehen sich aufgrund der Hitze zusammen, wodurch sich der Schwerpunkt des Rades ein kleinwenig verschiebt. Dadurch liegt nun die Achse des Rades nicht mehr mit dem Schwerpunkt zusammen, wodurch ein Drehmoment M entsteht. Damit beginnt das Rad sich zu drehen.
Hier wird also Wärme in Arbeit umgesetzt.

## Thermomechanische Herleitung
Für ein Material mit linearem thermoplastischen Materialverhalten ergibt sich der Spannungstensor {\textstyle {\boldsymbol {\sigma }}} mit dem Hooke’schen Gesetz für den Steifigkeitstensor {\textstyle \mathbb {\mathbb {C} } }, Verzerrungstensor {\textstyle {\boldsymbol {\varepsilon }}}, Wärmeausdehnungskoeffizientenmatrix {\textstyle {\boldsymbol {\alpha }}} und Temperaturunterschied {\textstyle \Delta \theta } zu
{\displaystyle {\boldsymbol {\sigma }}=\mathbb {C} :[{\boldsymbol {\varepsilon }}-{\boldsymbol {\alpha }}\Delta \theta ]{\text{.}}}
Daraus folgt für die Temperaturspannungen
{\displaystyle {\frac {\partial {\boldsymbol {\sigma }}}{\partial \theta }}=-\mathbb {C} :{\boldsymbol {\alpha }}=-3K\alpha {\boldsymbol {1}}{\text{,}}}
wobei der letzte Term der isotrope Sonderfall ist mit Kompressionsmodul {\textstyle K}, Wärmeausdehnungskoeffizient (jetzt Skalar)  {\textstyle \alpha } und Einheitsmatrix {\textstyle {\boldsymbol {1}}}.
Die Wärmeleitungsgleichung ist (ohne Abhängigkeit von inneren Variablen, wie z. B. plastischer Dehnung)
{\displaystyle \rho c_{V}{\dot {\theta }}=\rho w-\mathrm {div} {\vec {q}}+\theta {\frac {\partial {\boldsymbol {\sigma }}}{\partial \theta }}\cdot {\dot {\boldsymbol {\varepsilon }}}{\text{ .}}}
Aus der Wärmeleitungsgleichung ergibt sich für den adiabaten Sonderfall (Wärmestrom {\displaystyle {\vec {q}}={\boldsymbol {0}}}) ohne Wärmequelle ({\displaystyle w=0}), linearisiert um die Ausgangstemperatur {\displaystyle \theta _{0}} unter Berücksichtigung, dass {\displaystyle {\boldsymbol {\varepsilon }}\cdot {\boldsymbol {1}}={\text{sp}}({\boldsymbol {\varepsilon }})={\frac {{\text{d}}V}{{\text{d}}V_{0}}}}
{\displaystyle {\frac {\dot {\theta }}{\theta _{0}}}=-{\frac {3K\alpha }{\rho c_{V}}}{\dot {\left({\frac {{\text{d}}V}{{\text{d}}V_{0}}}\right)}}{\text{,}}}
mit Massendichte {\displaystyle \rho }, massenspezifischer Wärmekapazität für konstantes Volumen {\displaystyle c_{V}}, dem Volumen {\displaystyle V} und der zeitlichen Ableitung {\displaystyle {\dot {(...)}}}.
Man sieht, dass aus einer positiven Temperaturänderung eine negative Volumenänderung folgt.